# Уткин, Анатолий Иванович (биолог)
Анатолий Иванович Уткин (10 июня 1929, д. Ракитино, Рузский район, Московская область — 24 ноября 2006, Москва) — советский и российский биолог, доктор биологических наук, профессор, лауреат премии имени В. Н. Сукачёва (1998), Заслуженный деятель науки РФ (1999).

## Основные факты биографии
- 1929, 10 июня — родился в деревне Ракитино Рузского района Московской области в семье крестьян Анны Ефимовны и Ивана Васильевича Уткиных.
- 1936—1941 и 1943—1948 — учеба в средней школе.
- 1944, 7 ноября — травма левой руки с ампутацией пальцев.
- 1948—1953 — студент МЛТИ (диплом с отличием по специальности «инженер лесного хозяйства»).
- 1953—1957 — учёба в аспирантуре Института леса АН СССР.
- 1957—1961 — работа младшим научным сотрудником Института леса АН СССР (позднее — Институт леса и древесины СО АН СССР).
  - 1958 — назначен начальником лесного отряда Якутской комплексной экспедиции и принимал участие в составлении технико-экономического доклада правительству «Перспективы развития алмазодобывающей промышленности Якутии» (разделы «Лесное хозяйство» и «Лесная промышленность»).
  - 1959 — экспедиционные работы в Читинской области; переезд в Красноярск в связи с переводом туда Института леса (семья осталась в Москве).
  - 1960—1961 — работа в Институте леса и древесины СО АН СССР (г. Красноярск), возвращение в Москву в конце декабря 1961 г.
- 1962—2006 — работа в Лаборатории лесоведения АН СССР (с июня 1991 г. — Институт лесоведения РАН):
  - 1962, январь — приступил к работе младшим научным сотрудником группы лесной геоботаники.
  - 1965, 11 ноября — защита кандидатской диссертации в Ботаническом институте АН СССР (Ленинград) на тему «Лиственничные леса Центральной Якутии (экология, типология, особенности роста)» по специальности «ботаника».
  - 1972 — утвержден в ученом звании старшего научного сотрудника по специальности «лесоведение».
  - 1974, январь — и. о. заведующего отделом лесоводства и физиологии древесных пород, зав. сектором биопродуктивности и лесной физиологии; декабрь — утвержден в должности завотделом лесоводства и физиологии древесных пород.
  - 1981, октябрь — защита докторской диссертации в виде научного доклада по совокупности работ на тему «Структура и первичная биологическая продуктивность лесных биогеоценозов» по специальностям 03.00.16 — «экология» и 06.03.03 — «лесоведение, лесоводство; лесные пожары и борьба с ними» в Институте леса и древесины им. В. Н. Сукачева СО АН СССР (г. Красноярск).
  - 1982, апрель — присуждена ученая степень доктора биологических наук.
  - 1982—1986 — заместитель директора по научной работе.
  - 1984, август — награждён медалью «Ветеран труда».
  - 1986—1992 — заведующий лабораторией биопродуктивности и лесной физиологии.
  - 1992—2006 — главный научный сотрудник лаборатории биопродуктивности и лесной физиологии.
- 1994—2006 — работа по совместительству в Центре по проблемам экологии и продуктивности лесов РАН (ЦЭПЛ РАН).
  - 1994—2003, февраль — заведующий лабораторией биосферных и социально-экономических функций леса;
  - 2003, март — 2006 — главный научный сотрудник этой же лаборатории (в 2005 г. переименована в лабораторию продуктивности и биосферных функций леса).
- 1998, май — присвоено ученое звание профессора по специальности «экология»; июнь — Президиумом РАН присуждена премия имени В. Н. Сукачёва[1] за серию работ «Разработка актуальных направлений лесной биогеоценологии».
- 1999, март — указом Президента РФ присвоено почетное звание «Заслуженный деятель науки Российской Федерации»[2].
- 1972—2003 — заместитель главного редактора журнала «Лесоведение».
- 1994—2000 — эксперт Российского фонда фундаментальных исследований (РФФИ).
- 2002—2006 — член экспертного совета по биологическим наукам Высшей аттестационной комиссии (ВАК) Министерства образования РФ.
- 2006, 24 ноября — скончался от остановки сердца в 67-й больнице г. Москвы.

## Научные труды

### Монографии
- Леса Центральной Якутии. М.: Наука, 1965. 207 с.
- Биологическая продуктивность лесов Поволжья / А. И. Уткин и др.; Отв. ред. С. Э. Вомперский. М.: Наука, 1982. 282 с.
- Вертикально-фракционное распределение фитомассы в лесах / А. И. Уткин и др.; Отв. ред. С. Э. Вомперский, А. И. Уткин. М.: Наука, 1986. 261 с.
- Анализ продукционной структуры древостоев / А. И. Уткин и др.; Отв. ред. С. Э. Вомперский, А. И. Уткин. М.: Наука, 1988. 240 с.
- Площадь поверхности лесных растений: сущность, параметры, использование / А. И. Уткин, Л. С. Ермолова, И. А. Уткина. М.: Наука, 2008. 292 с.

## Семья
Супруга — Уткина (Беляева) Алиса Григорьевна, (27 декабря 1929 — 12 декабря 2016), брак зарегистрирован 26 апреля 1953.
Дочь — Уткина Ирина (р. 6 февраля 1954). Внук — Юрий (р. 14 мая 1979).
Сын — Уткин Андрей (19 сентября 1959 — 11 января 2022). Внук — Артём (13 декабря 1986 — 6 мая 2012).